# Wasserwerk Świnoujście

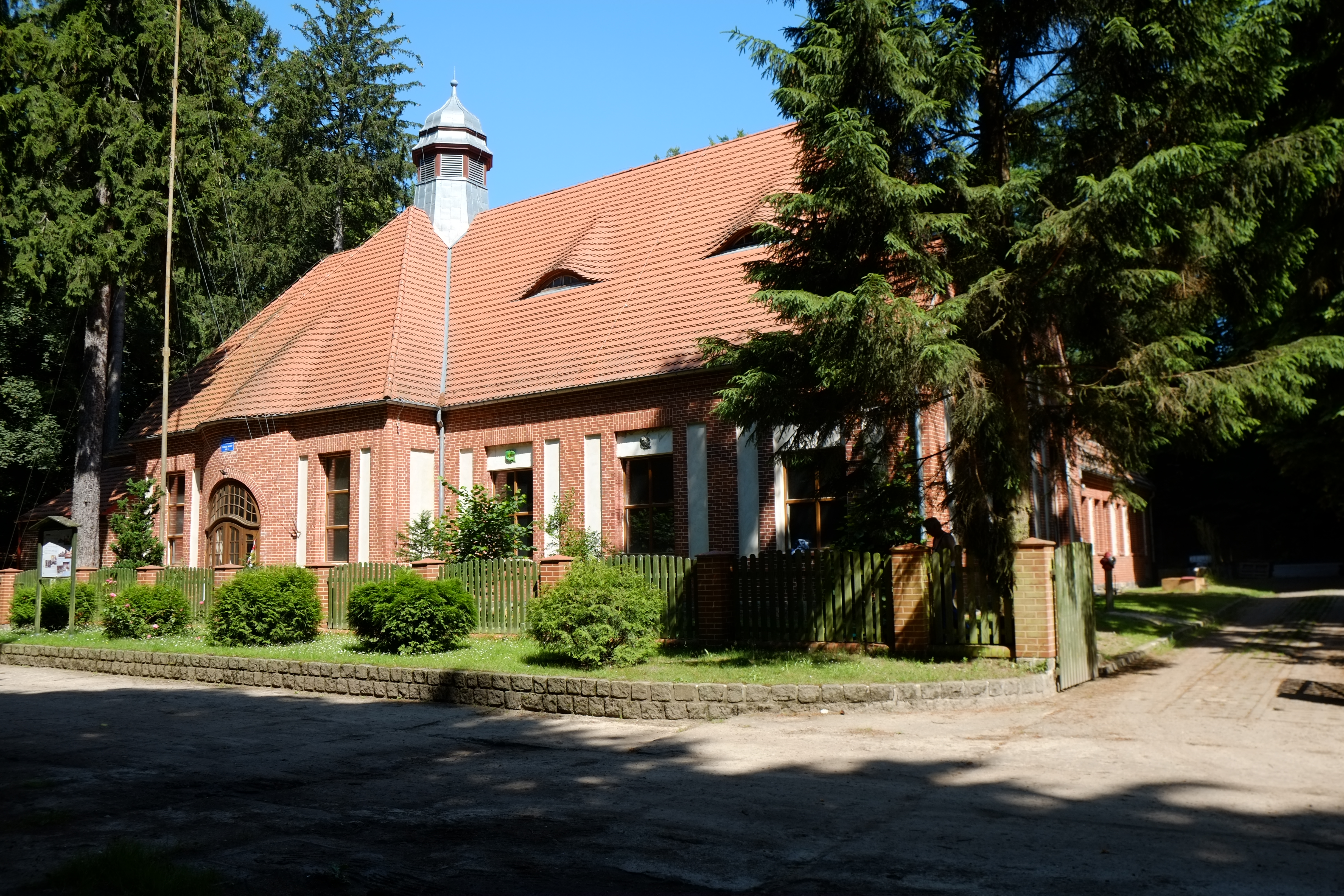
Wasserwerk Świnoujście „Granica“

Das Wasserwerk Świnoujście „Granica“ (polnisch stacja uzdatniania wody „Granica“ w Świnoujściu) dient der Wasserversorgung der Stadt Świnoujście (Swinemünde) in der Woiwodschaft Westpommern. Auf dem 53 m hohen Kalkberg befinden sich die Wasserbehälter. Gegenwärtig werden neun Tiefbrunnen zur Wassergewinnung genutzt. Elf Mitarbeiter sichern in einem Zweischichtsystem die Versorgung der Stadt Świnoujście über ein mittlerweile 30 km langes Leitungsnetz.

## Geschichte
Das bei seiner Errichtung auf dem Gebiet der Gemeinde Korswandt im Landkreis Usedom-Wollin der Provinz Pommern nahe dem östlichen Ufer des Wolgastsees liegende Wasserwerk wurde 1910 mit fünf Tiefbrunnen in Betrieb genommen. Das Leitungsnetz der Stadt Swinemünde hatte damals eine Länge von 26 Kilometern. Nach Besetzung des Kreisgebietes am Ende des Zweiten Weltkriegs durch sowjetische Truppen wurde die Stadt Swinemünde am 6. Oktober 1945 von der UdSSR entsprechend dem Schweriner Grenzvertrag von 21. September 1945 an die polnische Verwaltung übergeben, allerdings ohne das Wasserwerk, das sich als Teil der Gemeinde Korswandt in der Sowjetischen Besatzungszone Deutschlands und ab dem 7. Oktober 1949 in der DDR befand. Im Görlitzer Abkommen vom 6. Juli 1950 wurde die Demarkation als Staatsgrenze der DDR zu Polen anerkannt.
Im September 1950 nahm eine Grenzmarkierungskommission ihre Arbeit auf, die nach schwierigen Verhandlungen ihre Arbeit noch im gleichen Jahr abschloss. In ihrem „Bericht über die vollzogene Unterzeichnung des Aktes betr. die Markierung der Staatsgrenze zwischen DEUTSCHLAND und POLEN“ wird im Punkt 1 die grundsätzliche Abweichung des Grenzverlaufes in einer „spitzen Nase“ westlich von Swinemünde in der Größe von 150 ha von polnischer Seite beantragt. In dem Übergabeprotokoll vom 11. Juni 1951 einigten sich für die Volksrepublik Polen der Gaubeamte Felix Kazmierczak, für die DDR der Volkspolizist Horst Weirandt sowie der Vertreter der Sowjetischen Kontrollkommission Gennadi Filippow über den Verlauf der Grenze beim Wasserwerk, wodurch dieses mitsamt einem überwiegend bewaldeten Gebietszipfel von 75 ha (in Polen auch „Sack“ (pl. worek) genannt) von der DDR an Polen übertragen wurde. Als Kompensation erhielt die DDR von Polen ein Gebiet entsprechender Größe an der Oder im Bereich Staffelde übertragen.